# Мариал, Гуор
Гуор Мариал — южносуданский бегун на длинные дистанции, который специализируется в марафоне. На Олимпийских играх 2012 года занял 47-е место с результатом 2:19.32. На Олимпиаде в Лондоне выступал как независимый легкоатлет.

## Биография
Бежал из страны во время гражданской войны в Египет, а затем оттуда в США. Во время войны он потерял 28 своих родственников. В настоящее время проживает и тренируется во Флагстаффе, США, однако не имеет американского гражданства.
Представитель народности динка.